# Jorge Mata
Jorge Mata Ferradal Nacido el 26 de abril de 1970 en León (España) es un exboxeador español. De pequeña estatura (1,54m), destacó en la categoría de pesos mínimos también llamados peso pluma a nivel internacional.
Fue el décimo español en conseguir la corona mundial de boxeo y el segundo que lo hizo en la versión de la Organización Mundial de Boxeo (WBO).
Ganó el Título interino en Palma de Mallorca (29-6-2002) frente al Panameño Reinaldo Frutos ganando por Kot en el noveno asalto. Obtuvo posteriormente el Título  absoluto en León frente al también Panameño Jairo Arango  (22-11-2002) al ganar a los puntos en 12 asaltos.
Perderia el título frente al duro boxeador nicaragüense Eduardo Ray Márquez (28-03-2003) por kot en el undécimo asalto de los 12 asaltos de los que constaba la pelea.
Despidió su brillante carrera en febrero del 2006 en una pelea ante su público en la Plaza de toros de León.

## Trayectoria
Comenzó en los deportes de contacto en el Full contact y Kick boxing y en la competición amater de boxeo ganando dos Títulos de España en 1997 (Línea de la Concepción) y 1998 (Santander).
Debutó en el campo profesional del boxeo el 22 de noviembre de 1998 en Madrid ante José Ramón Bartolomé, al que venció por puntos en cuatro asaltos. En sus cinco primeros combates cosechó cuatro victorias y un combate nulo y con este palmarés accedió a disputar su primer título. El torneo internacional mosca de la WBB (Word Boxing Board), un organismo menor, ante el estonio Vladimir Yagunov al que el español venció por nocaut técnico en el cuarto de los doce asaltos a los que estaba pactada la pelea.
Tras esta victoria, consiguió una oportunidad para lograr un título de más categoría, el Internacional de la WBO de los pesos mínimos. Se enfrentó al colombiano Dunoy Peña, al que venció por puntos en doce asaltos en un combate celebrado en León. El 29 de junio del 2002 
En Mallorca se enfrentó al panameño Reynaldo Frutos en lo que sería una defensa de su título internacional de la WBO y una semifinal para el título mundial de dicho organismo; sin embargo, la retirada del vigente campeón hizo que la pelea fuese sancionada como título mundial interino que se disputó en Palma de Mallorca el 29 de junio del 2002. Mata aprovecho su oportunidad y logró la victoria por nocaut en nueve asaltos convirtiéndose en campeón del mundo interino WBO. 
En su siguiente combate, el 22 de noviembre del 2002, fue su confirmación como campeón mundial, venciendo en dicho combate al panameño Jario Arango por decisión unánime en doce asaltos en un combate celebrado en León. El 28 de marzo del 2003 en Madrid, perdió su título mundial ante el nicaragüense Eduardo Rey Márquez, el árbitro detuvo la pelea en el undécimo asalto y desde aquella derrota no volvió a pelear hasta tres años después en la que se impuso a Cristian Nicolae por puntos en seis asaltos en la que fue su última pelea de despedida ante su público leonés en la Plaza de toros.